# 바바라 (2012년 영화)
《바바라》(Barbara)는 크리스티안 페촐트의 2012년 장편 영화이다. 감독이 직접 각본을 썼으며, 1980년 동독을 배경으로 한다. 플로리안 쾨르너 폰 구스토르프, 미하엘 베버와 ZDF가 공동 제작하였다. 62회 베를린 국제 영화제에서 첫 상영되었으며, 2012년 3월 8일 독일에서 개봉하였다.

## 스탭
- 바르바라 볼프 (주인공) : 니나 호스
- 음악 : 슈테판 빌
- 편집 : 베티나 뵐러

## 출연

### 주연
- 니나 호스
- 로날드 제르필드
- 라이너 복
- 야스나 프리치 바우어

### 조연
- 마르크 바쉬케
- 야니크 슈먼

## 기타
- 사운드디자인: 마틴 스테이어
- 의상: 아넷 구더